# Aucoumea klaineana

Der Baum wird im Wappen Gabuns abgebildet.

Aucoumea klaineana ist die einzige Pflanzenart der Gattung Aucoumea innerhalb der Familie der Balsambaumgewächse (Burseraceae). Das Holz, mit den Handelsnamen Gabun-Mahagoni, Okoumé (in Belgien, Deutschland, Frankreich, Niederlande), Gaboon und Gabun (Deutschland), angouma, okaka, angum, ongoumi, moukoumi, zonga, wird als Furnier verwendet und macht circa 90 % des Holzexports von Gabun aus.

## Beschreibung

### Vegetative Merkmale
Aucoumea klaineana wächst als großer, immergrüner Baum mit offener Krone, der Wuchshöhen von bis über 50 Meter (in seltenen Fällen bis 60 Meter) erreichen kann. Der dicke Stamm ist mit einem Brusthöhendurchmesser zwischen 110 und 240 Zentimeter zylindrisch. Die Brettwurzeln reichen bis zu 3 Meter hoch. Der Stamm ist bis etwa zur Hälfte seiner Länge astlos. Die Borke ist zwischen 0,5 und 2,0 Zentimeter dick und von grauer bis orange-brauner Farbe und sie blättert in größeren Schuppen, Platten ab. Lentizellen treten auf und sind stark harzig, fasrig und von rosaroter bis rötlicher Farbe.
Die wechselständig angeordneten Laubblätter sind unpaarig gefiedert. Die Rhachis ist bis zu 40 Zentimeter lang und trägt zwischen 7 und 13 Fiederblättchen an bis zu vier Zentimeter langen Stielen. Die ledrigen Blättchen sind bei einer Länge von 10 bis 30 Zentimeter sowie einer Breite 4 bis 7 Zentimeter eiförmig bis länglich, mit abgerundeter Basis, spitzem bis zugespitztem oberen Ende und ganzem Rand. Die Nebenblätter fehlen. Die jungen Blätter sind rötlich.

### Generative Merkmale
Aucoumea klaineana ist zweihäusig getrenntgeschlechtig (funktionell diözisch). Die achsel- oder endständigen, rispigen Blütenstände weisen eine Länge von bis zu 30 Zentimeter auf. Männliche Blütenstände enthalten bis zu fünfmal so viele Blüten wie die weiblichen.
Die (funktionell) eingeschlechtigen Blüten sind fünfzählig mit doppelter Blütenhülle. Die fünf behaarten, grünen Kelchblätter sind bei einer Länge von bis zu 5 Millimeter eiförmig. Die fünf gelb-weißlichen Kronblätter sind bei einer Länge von 5 bis 6 Millimeter spatelförmig und beidseitig behaart. Es ist ein Diskus mit fünf zweilappigen Drüsen vorhanden. Männliche Blüten enthalten zehn Staubblätter mit haarigen Staubfäden und einen rudimentären Stempel. Weibliche Blüten enthalten zehn, kleine Staminodien und einen oberständigen Fruchtknoten mit säulenartigem Griffel und kopfiger Narbe.
Es werden bräunliche, etwa 5 Zentimeter lange und 3 Zentimeter breite, fünfklappige, -teilige und keulenförmigen  Kapselfrüchte (oder öffnende Steinfrüchte) mit einem Samen pro Klappe gebildet. Die Früchte öffnen, teilen sich an der Basis. Die eiförmigen Samen sind von einem mit Steinzellen durchsetzten Endocarp umgeben und verlängern sich in einen 2 bis 3 Zentimeter langen und etwa 0,5 Zentimeter breiten Flügel. Die Samen keimen oberirdisch (epigäisch) mit runden, fleischigen Keimblättern.
Die Chromosomenzahl beträgt 2n = 26.

## Vorkommen und Gefährdung
Das natürliche Verbreitungsgebiet von Aucoumea klaineana reicht von West- und Zentralgabun über das kontinentale Äquatorialguinea im Süden bis in die Republik Kongo. Im Kongo findet sich der Baum aber nur in den Chaillu- und Mayombe-Bergen. Einige kleine Bestände finden sich im südlichen Kamerun dicht an der Grenze zu Gabun. Ein kleines natürliches Vorkommen in Nigeria, an der Grenze zu Kamerun, ist nicht bestätigt.
Die Höhenverbreitung reicht vom Meeresniveau bis in Höhenlagen von 600 Meter. In seltenen Fällen wurden Exemplare bis 1400 Meter gefunden.
Aucoumea klaineana ist vor allem in alten Sekundärwäldern verbreitet und wächst gerne in Gemeinschaft mit Sacoglottis gabonensis. Der stärkste Konkurrent ist Macaranga monandra. Das Verbreitungsgebiet der Art wird durch den Niederschlag begrenzt. Sie benötigt zwischen 1200 und 3000 mm Niederschlag im Jahr mit einer Trockenzeit, die nicht länger als drei Monate ist. Der Standort sollte vollsonnig sein. Okoumé liebt saure, nährstoffreiche Böden wie Arenosole oder Ferralsole, toleriert aber auch nährstoffarme, sandige Böden.
Okoumé wurde auch anderorts zur Holzgewinnung angebaut, größere künstliche Bestände finden sich neben Gabun und Kamerun in der Elfenbeinküste, kleinere Bestände in der Republik Kongo, der Demokratischen Republik Kongo, in Ghana und Madagaskar. Auch außerhalb Afrikas in Indonesien und Malaysia sowie in Surinam und Französisch-Guayana gibt es Versuchsanbau.
In der Roten Liste der gefährdeten Arten der IUCN wird Aucoumea klaineana wegen der starken Nutzung und des langsamen Wuchses als „vulnerable“ = „gefährdet“ bewertet.

## Holz

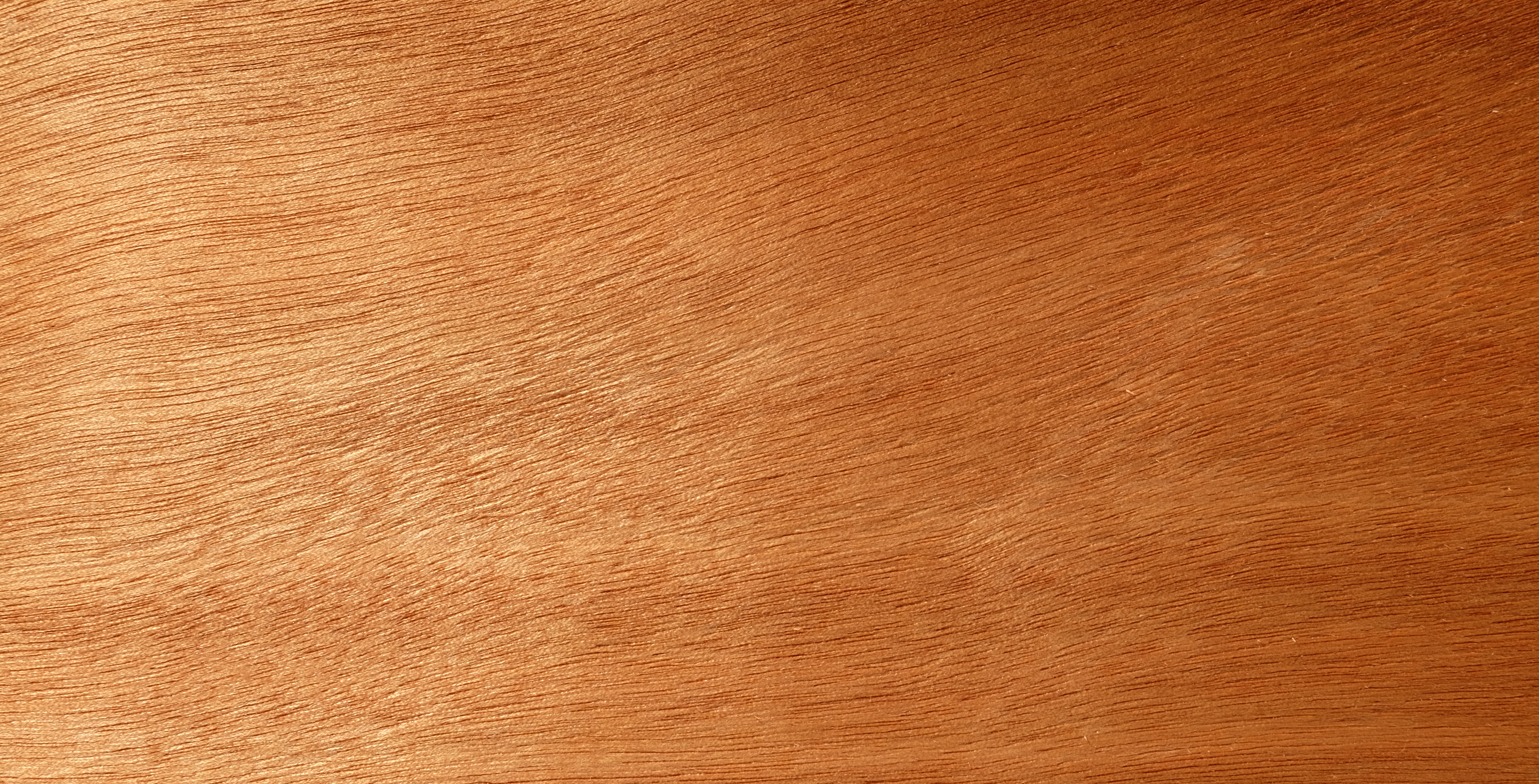
Okoumé

Okoumé macht circa 90 % des Holzexports von Gabun aus. Hauptimporteur ist Frankreich, gefolgt von Israel, Japan und Italien. Das frisch geschnittene Holz ist hell rosa und wird bei der Alterung zunehmend dunkler und brauner. Das Splintholz hat einen Grauton und geht ohne scharfe Trennung ins Kernholz über. Der Faserverlauf ist üblicherweise gerade. Gelegentlich tritt aber auch eine leicht wellige Maserung auf. Das mittelschwere Holz ist recht weich sowie wenig beständig und erreicht im Janka-Härte-Test 240 Janka. Als Ersatz kann jenes von Canarium schweinfurthii verwendet werden.
Okoumé-Holz wird verhältnismäßig selten als Massivholz verwendet, sondern in der Regel zu Furnier verarbeitet. Es ist gut verleimbar und lässt sich auch gut nageln. Die Verwendung des Holzes ist auf Innenräume beschränkt, da es nicht sehr haltbar ist. Das Holz hat einen Kieselerdegehalt von etwa 0,12 bis 0,16 %, so dass bei seiner Verarbeitung die Sägeblätter verhältnismäßig schnell stumpf werden.

## Systematik
Aucoumea klaineana ist die einzige Art der monotypischen Gattung Aucoumea in der Familie der Balsambaumgewächse (Burseraceae). Dort steht sie im Tribus Bursereae, genauer im Untertribus Boswelliinae, der die Gattungen Aucoumea, Beiselia, Weihrauch (Boswellia), Triomma und Garuga zusammenfasst.
Eine pollenmorphologische Untersuchung aus dem Jahr 2008 ergab jedoch eine nähere Verwandtschaft zu den Gattungen Bursera und Commiphora, die gemeinsam die Untertribus Burserinae bilden, so dass die Einordnung in die Boswelliinae fragwürdig erscheint.